# Елантово
Ела́нтово (тат. Елантау) — село в Нижнекамском районе Татарстана, центр Елантовского сельского поселения. Расположено на реке Шешма.
Находится в 72 км от Нижнекамска. Население (по состоянию на 2000 год) — 816 человек.

## История
Известно с 1710 года. Название села с татарского языка переводится как «змеиная гора». Также ранее упоминалось под названиями Каменный Ключ и Студёный Ключ. Местные жители занимались скотоводством и земледелием.
До 1920 года село находилось в Старо-Шешминской волости Чистопольского уезда Казанской губернии. С 1920 года входило в Чистопольский кантон Татарской АССР.
С 10 августа 1930 года входило в состав Шереметьевского, с 1 февраля 1963 года — Чистопольского, с 22 апреля 1983 года — Новошешминского, с 3 июля 1984 года — Нижнекамского района.
В 2013 году село стало обладателем республиканского гранта по результатам развития инфраструктуры и социальной политики.

## Демография
| Население |      |      |      |      |      |      |      |      |      |      |      |      |
| 1859      | 1897 | 1908 | 1920 | 1926 | 1938 | 1949 | 1958 | 1970 | 1979 | 1989 | 2002 | 2010 |
| 1475      | 1956 | 2374 | 2913 | 2082 | 2088 | 1269 | 981  | 1201 | 961  | 672  | 816  |      |

## Известные люди
- Абызов, Григорий Александрович — Герой Советского Союза.
- Село Елантово - место служения  Михаила Васильевича Ершова - подвижника Истинно Православной Церкви